# Groupe de NGC 7497
Selon A.M. Garcia, le groupe de NGC 7497 comprend au moins cinq galaxies situées dans la constellation du Pégase. La distance moyenne entre ce groupe et la Voie lactée est 19,6 ± 1,4 Mpc, où la valeur de l'incertitude est la moyenne des incertidues des distances des galaxies.

## Membres
Le tableau ci-dessous liste les cinq galaxies du groupe indiquées dans l'article de A.M. Garcia paru en 1993.
| Nom        | Class. | Type                     | α (J2000.0)      | δ (J2000.0)     | Vitesse radiale (km/s) | m     | Distance (Mpc) | Diamètre (kal) |
| ---------- | ------ | ------------------------ | ---------------- | --------------- | ---------------------- | ----- | -------------- | -------------- |
| NGC 7497   | SB(s)d | Spirale barrée           | 23h 09m 03.4255s | 18° 10′ 39.230″ | 1708 ± 2               | 12,2  | 19,8 ± 1,4     | 84,8           |
| MCG 3-59-5 | Im     | Irrégulière magellanique | 23h 09m 59.7179s | 18° 23′ 49.821″ | 1787 ± 5               | ?     | 21,0 ± 1,5     | 33,0           |
| UGC 12344  | SBd?   | Spirale barrée           | 23h 04m 59.8163s | 18° 42′ 08.408″ | 1627 ± 1               | ?     | 18,6 ± 1,4     | 54,2           |
| UGC 12347  | Im?    | Irrégulière magellanique | 23h 05m 12.0706s | 18° 52′ 13.442″ | 1650 ± 2               | 14,85 | 19,0 ± 1,4     | 24,8           |
| UGC 12351  | Im?    | Irrégulière magellanique | 23h 05m 45.5245s | 18° 59′ 10.993″ | 1692 ± 4               | 14,68 | 19,6 ± 1,4     | 40,5           |

Le site DeepskyLog permet de trouver aisément les constellations des galaxies mentionnées dans ce tableau ou si elles ne s'y trouvent pas, l'outil du site constellation permet de le faire à l'aide des coordonnées de la galaxie. Sauf indication contraire, les données proviennent du site NASA/IPAC.